# Gryllacris funebris
Gryllacris funebris is een rechtvleugelig insect uit de familie Gryllacrididae. De wetenschappelijke naam van deze soort is voor het eerst geldig gepubliceerd in 1898 door Karl Brunner-von Wattenwyl.